# Agonoxeninae
Famille
Les Agonoxeninae sont une sous-famille de lépidoptères de la famille des Elachistidae.

## Systématique
De nombreuses sources considèrent encore ce taxon comme une famille, sous le nom d'Agonoxenidae. 
Son statut actuel de sous-famille au sein des Elachistidae découle d'études de phylogénétique moléculaire.

## Liste de genres
Selon BioLib (8 avril 2014) :
- Aetia Chambers, 1880
- Agonoxena Meyrick, 1921
- Blastodacna Wocke, 1876
- Chrysoclista Stainton, 1854
- Dystebenna Spuler, 1910
- Heinemannia Wocke, 1877
- Homeoprepes Landry & Adamski, 2004
- Nanodacna Clarke, 1964
- Spuleria O. Hofmann, 1897
- Tetanocentria Rebel, 1902
- Zaratha Walker, 1864